# 사이토 치와
사이토 치와(斎藤 千和 사이토 지와[*], 1981년 3월 12일 ~ )는 일본의 성우이다. 1999년 《마술사 오펜 Revenge》의 레미 역으로 데뷔했으며, 2001년 《코코로 도서관》의 코코로 역으로 주목받았다.

## 인물
- 성우가 된 계기는 「모친에게 패션 잡지인「ViVi」를 부탁했더니 잘못해서 성우 잡지를 사왔으니까」라는 이야기는 유명.
- 중학시대엔 농구부에 소속. 하지만 프리 드로우 라인으로부터의 슛이 닿지 않았다고 한다. 또 국어와 영어에선 전국모의 10위안에 들어 있었다.
- 대학과 병행하여 일본 나레이션 연기 연구소에 다녔다. 그 후 아임 엔터프라이즈 산하의 극단 보어레브 (육성기관) 등을 거쳐 현재의 아임 엔터프라이즈 소속이 되었다.
- 개인의 가수활동은 거의 하지 않지만 유닛 참가나 캐릭터 송을 부르는 일은 많아 2004년 이후 10곡 전후를 부르고 있다. 그 중에는「Neko Mimi Mode」（『월영 -MOON PHASE-』OP）나「프리프린체조」（『케메코디럭스!』ED）같은 캐릭터 명의로 주제가를 불러, 독특한 곡조 때문에 화제가 된 적이 있다. 2008년에는 자신도 출연하는『로자리오와 뱀파이어CAPU2』의 삽입곡으로『하얀 불꽃』（오리지널：사이토 유키）를 릴리즈해 처음으로 커버송을 불렀다.
- 2013년 7월 29일자로 본인이 소속된 아임 엔터프라이즈 공지에 결혼 사실을 발표하였다. 상대는 일반회사에 다니는 남성이라고 한다.

## 에피소드
- 학생 때는 수학여행으로 간 해외（본인왈, 영국이나 스페인이었다고 한다.）에서 친구가 가방을 도난당하려고 할 때 순간적으로 범인을 쫓아가 날라차기를 해 훌륭히 잡은 적이 있다. 그때 선생에게 혼나게 되었지만 본인은 「결과적으로 내 승리」라고 한다.
- 고등학생 때는 귀가 도중에 치한에게 뒤에서 안겨졌지만 치한의 팔을 잡은 채로 주저앉아 엎어치기를 해 훌륭히 치한을 격퇴했다고 한다.
- 일찍이 기침을 하면 주먹 정도 크기의 피구역질을 토해, 일의 스트레스로 목을 다쳤다고 한다
- 「급료를 멋대로 사용 당하고 있다.」등, 라디오에서 자주 모친의 에피소드를 말한다.
- 파니포니 라디오 (파니라지댓슈) 에서는 게스트로 사이토 치와의 애견 티슈가 나온적 있으며 몇 분간 강아지소리만 나온적이 있다

## 출연작

### TV 애니메이션
1999년
- 마술사 오펜 Revenge (레미;1화)

2001년
- 코코로 도서관(코코로)
- 찬스~트라이앵글 세션~ (후지와라 아키, 여자, 아이돌)

2002년
- 갤럭시 엔젤 (A꼬)
- 파뇨파뇨 디지캐럿 (모친, 여자애B, 인어공주)

2003년
- R.O.D -THE TV- (아니타 킹)
- 이누야샤 (마을 아가씨)
- 키노의 여행 (아가씨)
- 뽀뽀탄 (마법소녀 리로)
- 보보보-보 보-보보 (우사)
- 머메이드 멜로디 피치피치핏치 (여자애A, 여학생A)
- 망상과학 시리즈 원더 바스타일 (아키모 아야메)
- 라스트 엑자일 (라비 헤드)

2004년
- GIRLS 브라보 second season (코지마 키리에)
- DearS (이즈미 네네코)
- 마리아님이 보고 계셔 시리즈 (야마구치 마미)
  - 마리아님이 보고 계셔
  - 마리아님이 보고 계셔 ~봄~
- 케로로 중사 (히나타 나츠미)
- 학원 앨리스 (쇼다 스미레, 히지리 요이치)
- Get Ride! 암드라이버 (데라이어 실버맨)
- SAMURAI 7 (코마치)
- 모래돌이 (코이즈미 타이고)
- 월영 -MOON PHASE- (하즈키)
- 미도리 나라의 코에다 (미니팬더, 팬더)
- 미도리의 나날 (사와무라 마사하루 어린 시절)

2005년
- 절대소년 (미야마 미쿠)
- 파니포니대쉬 (미야모토 레베카/베키)
- ARIA The ANIMATION (아이카 S. 그란체스터, 아키나 그란체스터)
- 우에키의 법칙 (텐코)
- AIR (류야 어린 시절)
- GIRLS 브라보 second season (코지마 키리에)
- 가이킹 -대공마룡의 전설- (테르미나)
- 카미츄! (타마/가난신)
- 건×소드 (메릿사)
- 은반 컬라이더스코프 (사쿠라노 요코)
- 극상학생회 (이즈미 카오리, 랭스)
- 지옥소녀 (야스다 하루카)
- 친구,인걸! ~박쥐의 스텔라루나~ (빕)
- 페토페토씨 (오오하시 치에)
- ONE PIECE (치무니)
- BLOOD+ (루루)

2006년
- 도키메키 메모리얼 Only Love (매점 언니)
- 서쪽의 착한 마녀 (아데일 롤랜드)
- 스트로베리 패닉 (츠키다테 치요)
- 요시나가 댁의 가고일 (요시나가 후타바, 헤이타)
- ARIA The NATURAL (아이카 S. 그란체스터)
- 동화총사 빨간모자 (카네)
- Canvas2 ~무지개빛 스케치~ (여자애)
- 키라링☆레볼루션 (키리사와 아오이)
- 은혼 (마츠다이라 쿠리코)
- 사신의 발라드 (마키하라 마이)
- 009-1 (플레이어)
- 찾아라 파워스톤 (핫토)
- 쵸콧토 시스터 (오다와라 에리코)
- 나왔어요! 파워 퍼프 걸 Z (아카츠미 쿠리코)
- 펌프킨 시저스 (세티엠 로데리아)
- BLOOD+ (를르)
- 마계전기 디스가이아 (제니퍼, 프리니)
- 슈퍼 멍멍이 렛츠고 테피 (메그, 네오의 고양이, 페렛, 러시아 미녀)
- 파워퍼프걸Z (아카츠츠미 쿠리코)

2007년
- 기동전사 건담00 (루이스 할레비)
- 마법소녀 리리컬 나노하 Stirker'S (스바루 나카지마, 콰트로, 노베)
- 샤이닝 티어즈 크로스 윈드 (마오, 호우메이, 래시)
- ZOMBIE-LOAN (유우타)
- 바카노! (캐롤)
- 해피 럭키 깜짝맨 (마메 츠루코, 세이모이 럭키)
- 헬로 키티 사과의 숲과 패러럴 타운(헬레나)
- 히다마리 스케치 특별편  (쇼콜라)
- 히토히라 (야마구치 미노루, 학생회장)
- 미요리의 숲 (유키)
- 샤먼 시스터즈/못케 (카자마)
- 로미오×줄리엣 (리건)

2008년
- 뱀부 블레이드 (도야마 시노부)
- 앨리슨과 리리아 (메리엘)
- 카노콘 (아사히나 아카네)
- ARIA The ORIGINATION(아이카 S. 그란체스터)
- 스트라이크 위치즈 (프란체스카 루키니)
- 강철의 라인배럴 (레이첼 캘빈)
- 케메코디럭스! (케메코)
- 기동전사 건담00 세컨드 시즌 (루이스 할레비)
- 로자리오와 뱀파이어 CAPU 2 (슈젠 코코아)
- 카이바 (쿠로니코)
- 키라링☆레볼루션 STAGE3 (키리사와 아오이)
- 게게게의 기타로 제5작 (쿠미)
- 속 안녕, 절망 선생님 (오토나시 메루)
- 소울 이터 (킴 딜)
- 드루아가의 탑 ~the Aegis of URUK~ (마이트 더 풀)
- 노라미미2 (크로베에)
- 히다마리 스케치×365 (쇼콜라)
- 포켓 몬스터 다이아몬드&펄 (타이세이)
- xxxHOLiC 계 (어시스턴트, 여고생)
- 포르피의 기나긴 여행 (마리카)
- 메이저 4th season (마슈)
- 야쿠시지 료코의 괴기 사건부 (유리)

2009년
- 07-GHOST（쿠로유리）
- 마리아님이 보고 계셔 4th 시즌（야마구치 마미）
- 바케모노가타리（센조가하라 히타기）
- 코바토  (코하쿠)
- 위스컬 삐요 (하루코 선생님)
- 원피스 (보아 썬더소니아)

2010년
- 하나마루 유치원(야마모토 마유미)
- 다마고치! (마메마메치)
- 아라카와 언더 더 브리지 - (스텔라)
- 스타 드라이버 빛의 타쿠토 (야노 마미)
- 미츠도모에 (스기사키 미쿠)
- 미츠도모에 증량중! (스기사키 미쿠)

2011년
- 마법소녀 마도카☆마기카 (아케미 호무라)
- 다마고치! (모리리치)
- 라스트 엑자일 -은빛 날개의 팜- (테디)
- 경계선상의 호라이즌 (아오이 키미)

2012년
- 니세모노가타리 (센조가하라 히타기)
- 남자고교생의 일상 (이쿠시마)
- 경계선상의 호라이즌 2 (아오이 키미)
- 쿠로코의 농구 (아이다 리코)
- 다마고치! 꿈 키라 드림 (왈츠치, 모리리치)

2013년
- 모노가타리 세컨드 시즌 (센조가하라 히타기)
- 문제아들이 이세계에서 온다는 모양인데요? (페스트)
- 다마고치! 미라클 프렌즈 (쿠루루치, 왈츠치)
- IS 인피니트 스트라토스 2기 (사라시키 타테나시)

2014년
- D-Frag! (카라스야마 치토세)
- GO-GO 다마고치! (모리리치, 쿠루루치, 왈츠치)
- 학생회 임원들 (우오미(魚見))
- 새벽의 연화 (연화)

2019년
- 원피스 (샬롯 플랑페)

### OVA
2003년
- 카나리아 ~이 마음을 노래에 싣고~ (호시노 마이)

2006년
- 마리아님이 보고 계셔 3rd 시리즈 (야마구치 마미)
- 대마법 고개 (파야/리빙스턴 대령)
- 핑키 스트리트 (메이)

2007년
- ARIA The OVA ~ARIETTA~ (아이카 S. 그란체스터)
- 머더 프린세스 (아나,유나)

2008년
- 안녕, 절망 선생님 서 ~속 절망 소녀 선집~ (오토나시 메루, 나레이션)
- 마법 선생님 네기마! ~하얀 날개 ALA ALBA~ (엔야 코코로바)

2010년
- 브레이크 블레이드(Broken blade) (시균)

2012년
- 네코모노가타리 (센조가하라 히타기)

### 극장판 애니메이션
2006년
- 브레이브 스토리 (미나)
- 블리치 극장판 - Memories of Nobody (센나)

2007년
- 케로로 중사 극장판 1기 - 최종병기 키루루 (히나타 나츠미)
- 케로로 중사 극장판 2기 - 심해의 프린세스 (히나타 나츠미)

2008년
- 케로로 중사 극장판 3기 - 케로로 대 케로로 천공대결전 (히나타 나츠미)
- 케로로 중사 극장판 4기 - 격침 드라곤 워리어즈입니다! (히나타 나츠미)

2012년
- 극장판 마법소녀 마도카☆마기카 [전편] 시작의 이야기 (아케미 호무라)
- 극장판 마법소녀 마도카☆마기카 [후편] 영원의 이야기 (아케미 호무라)

2013년
- 극장판 마법소녀 마도카☆마기카 [신편] 반역의 이야기 (아케미 호무라)

2021년
- 아리아 : 더 베네디지오네 (아이카)

### 인터넷 애니메이션
- 갑니다! 하라씨 (이노야마 미유키)
- 암흑 캣 (마를)

### 게임
2001년
- 카나리아 ~이 추억을 노래에 실어~ (호시노 마이)

2003년
- 청춘퀴즈 컬러풀 하이스쿨 (시시도 메구미)
- 마계전기 디스가이아 (제니퍼)
- 원더 버스 타일 ~돌격! 믹스생JUICE~ (아키모 아야메)
- 소녀의경전 (타이라노 미츠키)
- Kunoichi -忍- (히스이)

2004년
- 전생학원환창록 (사나다 코토네)
- DearS (이즈미 네네코)
- 케로로 중사 메로메로 배틀로얄 (히나타 나츠미)

2005년
- White Princess the second ~역시 한결같게 말해도 그렇지 않아도OK인 기회주의 학원 연애 어드벤처!!~ PS2판 (하나오카 레나)
- 테일즈 오브 레젠디아 (해리엇 캠벨)
- 극상학생회 (이즈미 카오리)
- 케로로 중사 메로메로 배틀로얄Z (히나타 나츠미)
- 러키☆스타 모에 드릴 (나루미 유이)

2006년
- 브레이브 스토리 ~와타루의 모험~ (미나)
- 브레이브 스토리 ~새로운 여행자~ (미나)
- Strawberry Panic! (츠키다테 치요)
- ARIA The NATURAL ~먼 기억의 미라쥬~ (아이카 S 그란체스터)
- 전생학원월광록 (사나다 코토네, 백면)
- 서몬 나이트4 (샤오메이)

2007년
- 루미너스 아크 (멜)
- 소울 크레이돌 세계를 먹는 자 (다넷)
- 페르소나3 FES (메티스)
- 샤이닝 윈드 (호우메이)
- 진 러키☆스타 모에 드릴 ~여행~ (나루미 유이)
- 매지션즈 아카데미 (타나롯 안사틴)
- 네기마!? 네오 파크티오 파이트! (모츠)
- 트러스티 벨 ~쇼팽의 꿈~ (마치)
- 쵸코보의 이상한 던전 시간을 잊는 미궁 (메아)

2008년
- 마계전기 디스가이아3 (라즈베릴)
- 초 극장판 케로로 중사3 천공 대작전입니다! (히나타 나츠미)
- BLEACH ~히트 더 소울5~ (센나)
- ARIA The ORIGINATION ~푸른 혹성의 엘시에로~ (아이카 S 그란체스터)
- 카노콘 에스이 (아사히나 아카네)
- 브레이 더 드라이브 (타마키)
- BLAZBLUE (타오카카)

2009년
- FRAGILE ~안녕 달의 폐허~ (치요)
- 스트라이크 위치즈~창공의 전격전 신대장 분투하다~DS (프란체스카 루키니)
- 스트라이크 위치즈~－당신과 할 수 있는 일 A Little Peaceful Days－ps2(프란체스카 루키니)
- 테일즈 오브 베스페리아 PS3 - (파티 플루르)

2010년
- 탄환논파 희망의 학교와 절망의 고교생 (아사히나 아오이)

2011년
- Rewrite - (칸베 코토리)

2013년
- 아키바스 트립2 - (사기사카 토우코)

### 특촬
- 토미카히어로 레스큐포스 (마엔)

### 더빙
- 차일드 마스터 (로빈)
- 템플 기사단 잃어버린 성궤 (니스)
- 템플 기사단 성배의 전설 (니스)
- 해리 포터와 불의 잔 (파드마 파틸)
- 해리 포터와 불사조 기사단 (파드마 파틸)

### 인터넷 방송
- m-serve style (2003년 6월 - )

### 라디오
- VOICE CREW - 쿠와타니 나츠코와 공동진행. (2001년 10월 7일 - 2002년 9월 29일)
- 믹스쥬스의 완다바스타일 - 나카하라 마이, 우에다 카나, 모리나가 리카와 공동진행. (분카방송 A&G 콤차트카운트다운 내 방송, 2003년 1월 4일 - 3월 29일)
- 츠쿠요미 라디오당 (인터넷 라디오, 2004년 9월 17일 - 2005년 9월 16일)
- 파니라지대시! (인터넷 라디오, 2005년 12월 22일 - 2006년 8월 21일)
- 사이토 치와 무책임 편집 ~주간 우라G오 판타지~ (인터넷 라디오, 2008년 9월 12일 - 2009년 10월 2일)
- 나츠코와 치와의 츤피리 라디오 - 쿠와타니 나츠코와 공동진행. (인터넷 라디오/CBC/분카방송, 2008년 10월 24일 - )

## 음반/미디어

### 솔로 음반
- 우에키의 법칙 캐릭터송 텐코
  - "그날부터(あの日から)"
- 카노콘 DVD 제5권 첫한정판 특전CD 4 아사히나 아카네
  - "단 한번의 기회(一期一会。)"
- 케메코 딜럭스! 여는곡/닫는곡
  - "케메코 딜럭스!(ケメコデラックス!)"
  - "프리프린 체조(プリップリン体操)"
- 극상학생회 극상생도회 베스트 앨범 극상 음악집 이즈미 카오리 이미지송
  - "Precious Moment"
- 월영 주제가
  - "Neko Mimi Mode"
- 파니포니대쉬! 보컬 앨범 ~학원 천국 레베카 미야모토
  - "파니포니X!(ぱにぽにX!)"
  - "아득한 꿈(遥かな夢)"
- 요시나가씨댁 가고일
  - 파니포니 대쉬 24화 삽입곡 설월화
  - 요시나가씨댁 가고일 -유곽 음악 축제-
  - 요시나가씨댁 가고일 캐릭터송
    - "대답은 하늘 아래(答えは空の下)"
- 로자리오와 뱀파이어 CAPU 2 캐릭터송2 슈젠 코코아
  - "포지티브☆로켄로(ポジティブ☆ロケンロー)"
  - "하얀 불꽃(白い炎)"

### 유니트 음반
- 스트라이크 위치스 닫기용 삽입곡 (+코시미즈 아미)
  - "북마크 어헤드(ブックマーク　ア・ヘッド)"
- 요시나가씨댁 가고일
  - 여는곡 (+미즈키 나나, 이나무라 유우나)
    - "안녕하세요(オハヨウ)"

  - 닫는곡 (+미즈키 나나, 이나무라 유우나)
    - "사랑하러 오세요 만나러 오세요(愛においで逢いにおいで)"

### 드라마CD
- ARIA The ANIMATION Drama CD 시리즈 (아이카 S. 그란체스터)
  - ARIA The ANIMATION Drama CD 1~3
  - ARIA The NATURAL Drama CD 1~2
  - ARIA The ORIGINATION Drama 1~3
- 러키☆스타 드라마CD(나루미 유이)
- 케로로 중사 시리즈 (히다카 나츠미)
  - 케로로 중사 지구 침략 CD
  - 케로로 중사 우주에서 가장 빠듯한 CD 제3, 5권
- 오니키리님의 상자안 아가씨 (치사야)
- 학원 앨리스 1~2 (마사다 스미레)
- 카노콘 (하사히나 아카네)
- 기동전사 건담00 CD드라마 스페셜 어내더 스토리 MISSION-2306 (루이스 할레비)
- 너와 나 (사토 마사키)
- 붉은 왕자 (기)
- 사립! 삼십삼간당 학원 (니시무라 치아키)
- 샤이닝 윈도 1~2 (마오, 호우메이, 랫시)
- 스트로베리 패닉! -미아톨편 누님과 속옷 소동- (츠키다테 치요)
- 스파스파 (스와 스즈)
- 세계수의 미궁 (실리카)
- Soul Nomad & the World Eaters 드라마CD ~궁정 마술사 요드의 화려한! 대모험~ (다넷)
- 테케테케 마이하트 (히가시오카 쿠루미)
- 파니포니 (베키/레베카 야마모토)
- 파니포니 대시! (베키/레베카 야마모토)
- 후온 커넥트! (카가미 후온)
- 페토페토씨 (오오하시 치에)
- 가난 자매 이야기 (에치고야 긴코)
- 마로마유 (선생님)
- 마법소녀 리리컬 나노하 StrikerS 사운드 스테이지 1~4 (스바루 나카지마, 쿠와토르, 노베)
- StrikerS 사운드 스테이지X (스바루 나카지마, 쿠와토르, 노베)
- 무적 간판 아가씨 -무적 드라마 CD- (곤도 에츠코)
- 야에카의 카르테 (후나코시 미즈하)
- 요시나가씨댁 가고일 -가군 두근두근 세번의 승부- (요시나가 후타바)
- 잠들지 않으면 풍풍 하니비양으로 휴가 시리즈 Vol.6
- 리버스 엔드 (히지리)